# Corriente de Groenlandia Oriental

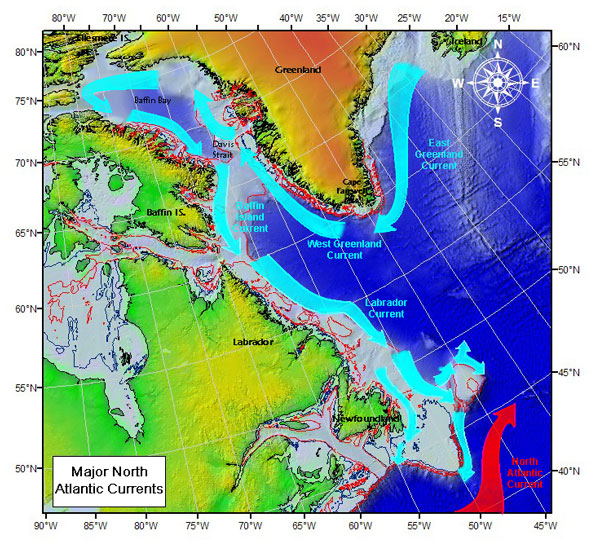
Corriente de Groenlandia Oriental.

La corriente de Groenlandia Oriental (EGC) es una corriente marina fría de baja salinidad que se extiende desde el estrecho de Fram (~80°N) hasta el cabo Farewell (~ 60°N). La corriente se encuentra frente a la costa oriental de Groenlandia, a lo largo de la plataforma continental de Groenlandia. La corriente corta a través de los mares nórdicos (mar de Groenlandia, mar de Noruega y mar de Islandia) y a través del estrecho de Dinamarca. La corriente es de gran importancia debido a que conecta el Ártico con el Atlántico Norte, es una gran contribuyente a la exportación de hielo marino fuera del Ártico y es un gran depósito de agua dulce del Ártico.
El estudio de una imagen satelital de la European Space Agency  muestra la extensión superficial y el espesor del hielo oceánico en la corriente de Groenlandia Oriental y las costas occidentales de Groenlandia, que se encuentran prácticamente libres de hielo y que también están libres de glaciares, lo que permite que sean las áreas más pobladas del país.
La corriente de Groenlandia Oriental está compuesta por aguas superficiales procedentes del océano Ártico y que resultan una especie de compensación a las aguas, también superficiales pero más cálidas, de la corriente del Golfo. Debemos tener en cuenta que solo en la superficie del océano las aguas pueden tener más de 4 °C o menos de dicha temperatura. Si tuvieran más de 4 °C, como sucede con las aguas de la corriente del Golfo, estarían libres de hielo (hasta unas latitudes muy al norte del continente europeo, en cambio, si tuvieran 4 °C (aproximadamente) las aguas se hundirían en el océano al alcanzar su máxima densidad a dicha temperatura. Nos queda entonces la tercera alternativa, aguas muy frías de menos de 4 °C debido a que la temperatura atmosférica en la ruta de esta corriente es siempre muy inferior a 0 °C. Las temperaturas por debajo de la capa de hielo superficial están aproximadamente a los 4 °C, temperatura que, en las bajas latitudes, se alcanza a grandes profundidades.